# Liste der Kulturgüter in Kölliken
Die Liste der Kulturgüter in Kölliken enthält alle Objekte in der Gemeinde Kölliken im Kanton Aargau, die gemäss der Haager Konvention zum Schutz von Kulturgut bei bewaffneten Konflikten, dem Bundesgesetz vom 20. Juni 2014 über den Schutz der Kulturgüter bei bewaffneten Konflikten sowie der Verordnung vom 29. Oktober 2014 über den Schutz der Kulturgüter bei bewaffneten Konflikten unter Schutz stehen.
Objekte der Kategorien A und B sind vollständig in der Liste enthalten, Objekte der Kategorie C fehlen zurzeit (Stand: 1. Januar 2023).

## Kulturgüter
| Foto |                                                                              | Objekt                                                 | Kat. | Typ | Standort                               | Beschreibung |
| ---- | ---------------------------------------------------------------------------- | ------------------------------------------------------ | ---- | --- | -------------------------------------- | --- |
| ja   | Datei hochladen · Wikidata zu Strohdachhaus Schönenwerderstrasse (Q19362335) | Strohdachhaus Suter-Kasper mit Speicher KGS-Nr.: 00143 | A    | G   | Schönenwerderstrasse 6 644211 / 243175 | Um 1800 erbautes Strohdachhaus (bäuerlicher Vielzweckbau mit Nutzungsabfolge Wohnteil-Tenn-Stall-Futtertenn-Stall). Grossvolumiger Bohlenständerbau mit Vollwalmdach (seit 1980 mit Schilfbelag). Daneben steht ein 1749 erbauter hölzerner Getreidespeicher, ein dreigeschossiger Ständerbau mit ringsum geführter Laube und Giebellaube. |
| ja   | Datei hochladen · Wikidata zu Salzmehuus (Q59220219)                         | Strohdachhaus Dorfmuseum KGS-Nr.: 09864                | A    | G   | Hauptstrasse 43 644285 / 242797        | 1802 erbautes, grossbäuerlich geprägtes Strohdachhaus mit der Nutzungsabfolge Wohnteil-Tenn-Stall-Futtertenn-Stall (seit 1982 mit Schilf gedeckt). Bohlenständerbau mit weit heruntergezogenem Walmdach. Heute Nutzung als Dorfmuseum. |
| BW   | Datei hochladen · Wikidata zu Strohdachhaus (Q29576358)                      | Strohdachhaus KGS-Nr.: 15480                           | B    | G   | Hauptstrasse 77 644283 / 242525        | Um 1800 erbautes Strohdachhaus (seit 1986 mit Schilf gedeckt). Bohlenständerbau mit Firstsäule, der Ökonomieteil wurde zu einer Autoreparaturwerkstatt umgebaut. |
| BW   | Datei hochladen · Wikidata zu Landhaus Bindschedler (Q29576349)              | Landhaus Bindschedler KGS-Nr.: 15481                   | B    | G   | Richtergasse 5 644063 / 242346         | 1801 erbautes repräsentatives Wohnhaus im klassizistischen Stil. Zweigeschossiger Mauerbau unter Walmdach mit gequaderten Ecklisenen und rückseitiger Laube auf Holzsäulen. |
| ja   | Datei hochladen · Wikidata zu Evangelisch-reformiertes Pfarrhaus (Q29576338) | Evangelisch-reformiertes Pfarrhaus KGS-Nr.: 15483      | B    | G   | Kirchgasse 10 644382 / 242903          | 1736 erbautes Pfarrhaus mit angebauter Scheune. Behäbiger Mauerbau unter Satteldach mit Ründe und geschnitzten Bügen. Holzverschalte Laube an der östlichen Traufseite. |
| BW   | Datei hochladen · Wikidata zu Chalofen (Q105611666)                          | Chalofen KGS-Nr.: 15484                                | B    | F   | 643150 / 242501                        | Spätmittelalterliches Erdwerk. |
| ja   | Datei hochladen · Wikidata zu Gasthof "zum Bären" (Q29576344)                | Gasthof "zum Bären" KGS-Nr.: 15485                     | B    | G   | Hauptstrasse 14 644311 / 243198        | 1777 erbauter Landgasthof. Behäbiger wohlproportionierter Mauerbau mit mächtigem, stark geknickten Gerschilddach und Ründe auf Bügen. Freitreppe zum Mitteleingang, darüber auf Konsolen ruhender Balken. |
| ja   | Datei hochladen · Wikidata zu Kirche (Q2136928)                              | Kirche KGS-Nr.: 15486                                  | B    | G   | Kirchgasse 1 644341 / 242963           | 1507 erbaute Saalkirche im spätgotischen Stil. Eingezogener, dreiseitig schliessender Chor; Kirchturm an der Nordseite aus Hau- und Kieselsteinen. |
| BW   | Datei hochladen · Wikidata zu Villa Matter (Q29576361)                       | Villa Matter KGS-Nr.: 15487                            | B    | G   | Bergstrasse 3 644087 / 242829          | |